# Techniques d’Avant Garde
Techniques d’Avant Garde (w skrócie TAG) – była firmą inwestycyjną, jednym ze sponsorów zespołu Williams i fundatorem turbodoładowanych silników Porsche dla zespołu McLaren w połowie lat osiemdziesiątych
W 1985 roku, kiedy Techniques d’Avant Garde dołączyło do grupy Heuer, powstało TAG Heuer. Firma specjalizowała się w produkcji zegarków i dostarczaniu specjalistycznych urządzeń wyścigowych. Razem zmodernizowali linię produkcyjną i stali się jedną z największych marek wśród szwajcarskich producentów zegarków. TAG Heuer produkuje też skomplikowane oprawki.
Firma jest własnością Saudyjczyków: Mansoura i Akrama Ojjeh.
Firma TAG Heuer również sponsorowała projekt supersamochodu McLaren F1.